# 李玖
李玖（韩语：／ I Ku；1931年12月29日—2005年7月16日），朝鲜王朝王族後裔，全州李氏家族領袖。他是朝鮮高宗的孫子、純宗的侄兒，父母是李垠和日本皇族李方子。
李玖出生於日本東京，朝鲜纯宗遺孀尹大妃拍去电报祝贺，并命名李玖。朝鮮日治時期，李玖身為朝鮮王公族而被稱為李王世子；第二次世界大戰日本投降後，李玖及其父母都失去貴族身分。之後，李玖前往美國麻省理工學院讀書，並且與烏克蘭裔美國人茱莉亞·馬洛克（Julia Mullock）結婚並且歸化美國籍；1963年回到韓國經營新韓航空，但是1979年新韓航空倒閉，以及1982年與妻子離婚之後，李玖前往日本居住，2005年由於心臟病發作，死於日本東京的赤坂王子酒店；这里曾是其父亲李垠的旧官邸，也是李玖出生之處。
2005年7月24日，李玖的葬礼在首爾中區的王宫旧址，按照王室传统礼仪举行，私谥慈仁溫裕德性純粹懷隱皇世孫（자인온유덕성순수회은황세손）、一作「懷慇皇太孫」（회은황태손），葬於懷仁園；韓國文化財廳、全州李氏大同宗約院則簡稱李玖為皇世孫（황세손）。李玖没有親生子女。根據全州李氏大同宗約院所述，李玖生前便已認可堂姪李源做为他的繼承人；李玖即將去世前的7月10日，最後一次與宗約院理事長李桓儀見面，正式簽名允許以李源為養子。之後，宗約院在同月21日召開會議討論李源的養子事宜，在22日通過以李源作為李玖的繼承人。

## 家庭
- 妻：茱莉亞·馬洛克（Julia Mullock，1928年3月18日—2017年11月26日），1958年訂婚，1959年10月25日於曼哈頓聖喬治天主教教堂（英语：St. George's Church (Manhattan)）結婚。1982年離婚、1995年移居夏威夷。2017年於檀香山的療養院病逝，享壽89歲。[13]
  - 養女：李恩淑（이은숙/Eugenia Unsuk Lee，1959年—），1969年被李玖夫婦收養。後居夏威夷。[14]